# Гомилия

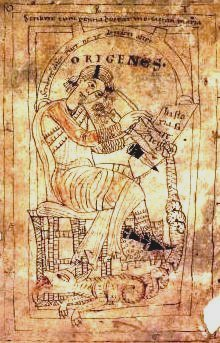
Ориген. Средневековая миниатюра

Гоми́лия (греч. ὁμιλία — «общество, общение, беседа», от ὁμός — «равный, подобный» и ἴλη — «группа, небольшое общество») — аналитико-экзегетическая форма проповеди (обычно христианской, но также иудейской), содержащая истолкование прочитанных мест Священного Писания. Является наиболее древней формой проповеди, введена в употребление Оригеном; древнейшая сохранившаяся гомилия принадлежит Клименту, епископу римскому. Беседы встречаются в гомилетическом наследии большинства как восточных, так и западных Отцов Церкви.
Истоки подобной «беседы» восходят к ветхозаветному субботнему богослужению, содержавшему как обязательный элемент чтение и истолкование прочитанных отрывков. В такой форме гомилия практиковалась Иисусом (Мф. 13:54; Лк. 4:16-21 и др.) и апостолом Павлом (Деян. 20:7-11).

## Эволюция
Первоначально термин обозначал речь в собрании, «беседу со многими». По мере хронологического развития толкование термина претерпело несколько изменений:
1. Древнейший (апостольских времен) вид христианской храмовой проповеди, преимущественно речи тех пастырей-пресвитеров, которые не получили школьного образования, но, глубоко уверовав в истины христианства, излагали и объясняли их языком безыскусственным и простым, представлявшим прямую противоположность так называемому слову (λόγος) — ораторски-искусственной форме проповеди (см. Гомилетика).
2. После того, как древняя Церковь сформировала стандарт чина литургии с обязательным чтением в известном порядке священных книг Нового Завета, этим термином стали называть беседы пастырей на литургии, следовавшие непосредственно за прочтением Св. Писания и обязательно содержавшие в себе истолкование прочитанных мест — так называемых перикоп. Иногда, кроме перикоп, за литургиею в последовательном ряде гомилий объяснялись и целые книги Священного Писания, не только Нового, но и Ветхого Завета, глава за главой, стих за стихом. Прототипом этого рода гомилий послужила беседа Иисуса Христа в назаретской синагоге (ср. Лк. 4:16-2).

## Текст
Первоначально гомилия представляла собой последовательное (стих за стихом) истолкование отрывка из Священного Писания, прочитанного после богослужения. В современной практике в ней может анализироваться и небиблейский текст (например, богослужебный).
В отличие от слова и поучения гомилия не имеет ясно сформулированной темы (ею является собственно истолковываемый фрагмент текста). Этот же текст обуславливает и метод гомилии: в отличие от тематических форм проповеди в ней преобладает не синтез, а анализ (как логическая операция). Жанру характерно отсутствие четко выраженной собственной структуры, которое проистекает из тесной связи с текстом Священного Писания. Это диктует построение классической гомилии, которая создается последовательностью стихов комментируемого фрагмента, или перикопы). Избранный текст сначала разбивается на части (стихи), а затем по этим частям анализируется (истолковывается).
Характерной чертой гомилии является также доступность содержания широкому кругу слушателей, общедоступность предлагаемых толкований, что отличает её от научных экзегетических трактатов.

Свт. Василий Великий. «Гомилия на Святое Рождество Христово»:

1. Давайте почтим молчанием первое, особенное, Рождество Христово, свойственное Его Божеству. Более того, давайте положим себе за правило вообще не исследовать и не любопытствовать об этом с помощью наших понятий. Ибо что может вообразить себе ум там, где не были посредниками ни время, ни век, где образ не представим, где не было никакого зрителя и где нет никого, кто мог бы рассказать [об этом]? Или как язык поможет разумению? Но был Отец, и Сын родился. Не спрашивай: когда? но просто оставь в стороне сам вопрос. Не исследуй, как [это было]? Ибо сам ответ невозможен. Ведь вопрос "когда" относится ко времени, а вопрос "как" неизбежно ведет к тому, чтобы представлять себе рождение телесным образом. Я могу представить доказательства из Св. Писания, что [Сын рождается] как Сияние от Славы (Евр 1:3) или как Образ от Первообраза. Но поскольку такой ответ не позволяет тебе любопытствовать своими помыслами, я обращаю твое внимание на неизреченность этого представления и признаю, что образ Божественного Рождения непостижим для мысли и невыразим в человеческих словах (...).

## Авторы
Древнейшей сохранившейся до наших дней гомилией признается т. н. «Второе послание Климента, епископа Римского, к коринфянам» из 12 глав (обнаружена в 1875 г., издана Вриеннием под заголовком «послание», так как во многих списках была разослана из Рима в другие церкви). Ориген в форме гомилий истолковал почти все Писание (сохранилось свыше 200) и узаконил своим примером этот тип проповеди на долгое время.

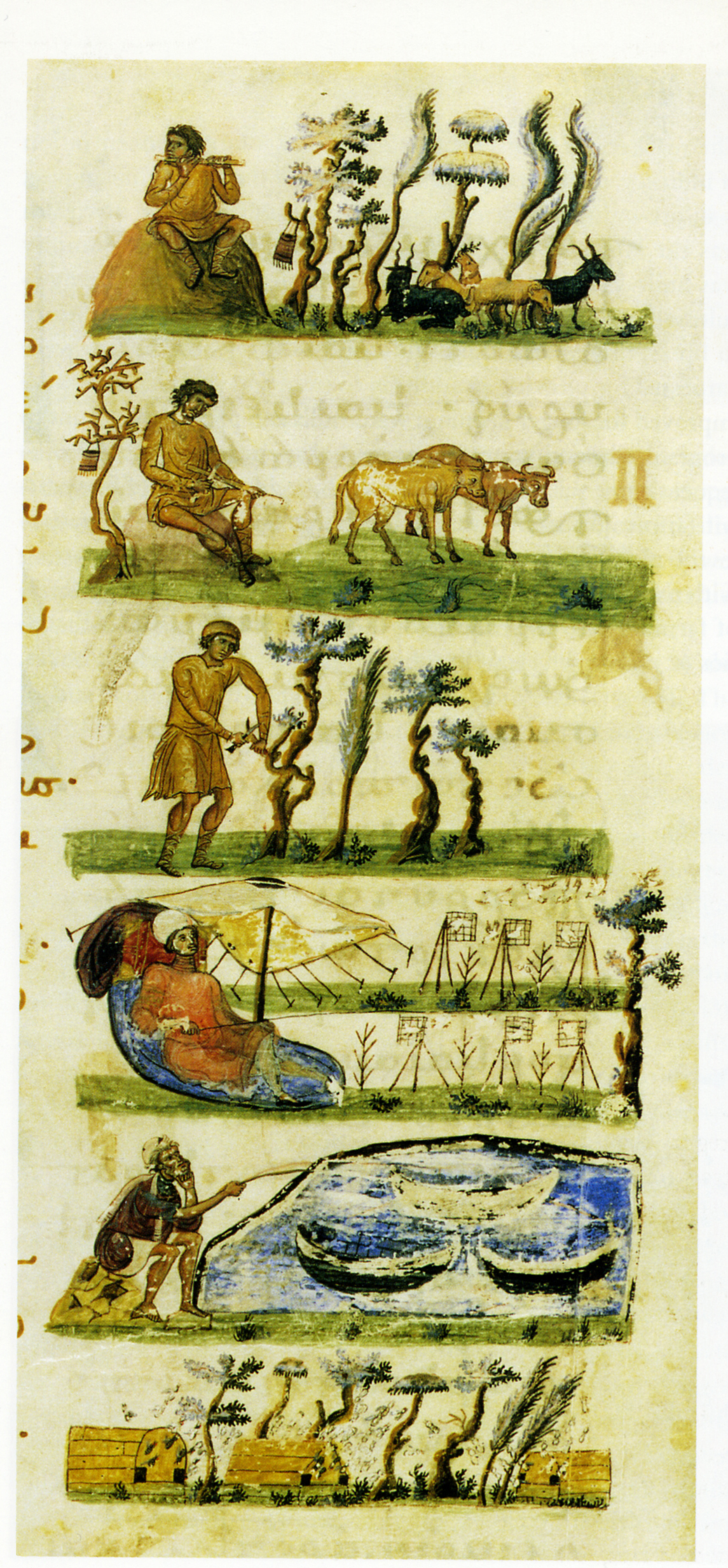
Иллюстрации к гомилиям Григория Богослова, XI век

Разработка жанра в христианском мире осуществлялась по мере совершенствования методов толкования Св. Писания. Экзегетическая гомилия (экзегеза) достигла расцвета в III—VI вв. в творчестве Оригена, Василия Великого, Григория Богослова, Григория Нисского, Иоанна Златоуста, Амвросия Медиоланского, Августина, Иеронима, папы Григория I Великого. Лучшими представителями жанра экзегетической гомилии на Востоке IV века являются Василий Великий и особенно Иоанн Златоуст (от которого до нас дошло более 800 гомилий, впрочем, часто подобные произведения приписывались его авторству для придания им бо́льшего авторитета). Златоуст довел этот тип проповеди до высшего совершенства. На Западе главными представителями жанра в патриотический период служат Гиларий Пуатьерский, Блаженный Августин и св. Григорий Великий..
В V веке появились первые собрания гомилий — гомилиарии (homiliarium). В VII—VIII вв. на Западе проповедническая деятельность стала переживать упадок, и в 782 году император Карл Великий, который желал её возродить, приказал составить сборник лучших древних гомилий, чтобы они служили образцами для создания новых. В XIII веке гомилия была вытеснена тематической проповедью, строившейся в соответствии с правилами логики и риторики.
В Средние века в Европе жанр стал известен под новым именем — постилла (postilla, то есть беседа, сказанная post illа verba Scripturae Sacrae — после оных [прочитанных на литургии] слов Св. Писания). Знаменитые средневековые постилляторы: святой Бонавентура и Николай де Лира. Под названием постилла гомилии продолжали там сохраняться и в Новое время — Лютер использовал термин Postillen в отношении своих гомилий. Кроме того, во Франции в средние века гомилия называлась проной (prone).